# Leipzig (1929)
Leipzig – niemiecki krążownik lekki z okresu międzywojennego i II wojny światowej, w służbie w latach 1931–1945, jedyny okręt swojego typu. Nazwany od miasta Lipska, był trzecim krążownikiem noszącym tę nazwę. Stanowił rozwinięcie krążowników poprzedniego typu K, a dalszym ulepszeniem jego konstrukcji był ostatni niemiecki krążownik lekki „Nürnberg”.
Służył podczas wojny na wodach Morza Północnego i Bałtyckiego. W grudniu 1939 roku został storpedowany przez brytyjski okręt podwodny, po remoncie powrócił do służby jako okręt szkolny, niezbyt intensywnie używany bojowo. Brał udział w ataku na ZSRR w 1941 roku i walkach na Pomorzu Gdańskim w 1945 roku. Po wojnie został samozatopiony przez aliantów w 1946 roku (według większości źródeł z bronią chemiczną na pokładzie, lecz jest to sporne).
Uzbrojenie główne stanowiło dziewięć dział kalibru 15 cm (149 mm) w trzydziałowych wieżach. Wyporność pełna krążownika wynosiła 8427 ton, a długość 177 m. Okręt miał unikatowy dla niemieckich krążowników mieszany napęd turbinowo-dieslowski, który pozwalał na osiągnięcie prędkości maksymalnej 32 węzły.

## Projektowanie i budowa
„Leipzig” był piątym i przedostatnim zbudowanym w Niemczech w okresie międzywojennym krążownikiem lekkim. Jego projekt, opracowany w 1927 roku, stanowił rozwinięcie krążowników poprzedniego typu K (Königsberg). W czasie jego projektowania budowa poprzedników dopiero się kończyła i nie można było jeszcze wyciągnąć wniosków z ich eksploatacji, lecz głównym ulepszeniem był całkiem inny układ siłowni i mechanizmów napędowych oraz zmieniony schemat opancerzenia i rozplanowanie wnętrza. Przy jedynie nieco zwiększonej wyporności i poszerzonym o metr kadłubie, zachowano takie same proporcje okrętu i układ uzbrojenia, jedynie ustawiając obie rufowe wieże w osi symetrii okrętu, odstępując od ich rozsunięcia ku burtom. Najbardziej widoczną różnicę stanowiło zastąpienie dwóch kominów przez jeden szerszy, przez co był to pierwszy niemiecki jednokominowy krążownik lekki. Zachowano nowatorski system kombinowanego napędu turbinowo-dieslowskiego, lecz zastosowano znacznie mocniejsze silniki Diesla, które napędzały teraz trzecią śrubę, pozwalając na rozwijanie wyższej prędkości ekonomicznej, gdy nie pracowały turbiny, napędzające pozostałe dwie śruby. Za projekt odpowiadał Marineoberbaurat (starszy radca budowy okrętów) Blechschmidt. Budowę zlecono stoczni Marynarki (Marinewerft) w Wilhelmshaven, w której na ukończeniu znajdował się kadłub krążownika „Köln”, w celu zachowania miejsc pracy.
Stępkę pod budowę krążownika położono 18 kwietnia 1928 roku (spotykane też są inne daty dzienne w kwietniu). Budowę prowadzono pod numerem stoczniowym 117 i tymczasowym oznaczeniem: krążownik „E” (Kreuzer E) lub Ersatz Amazone (zamiennik „Amazone”, dla zastąpienia starego, pozostawionego Niemcom przez traktat wersalski krążownika o tej nazwie). Uroczyste wodowanie i nadanie nazwy nastąpiło 18 października 1929 roku. Odbyło się to w rocznicę bitwy pod Lipskiem, od którego okręt otrzymał nazwę „Leipzig”, jako czwarty okręt niemiecki, a trzeci krążownik po pierwszym SMS „Leipzig”, utraconym podczas I wojny światowej, i drugim, nieukończonym przed końcem wojny. Matką chrzestną została wdowa po poległym w bitwie koło Falklandów dowódcy pierwszego krążownika „Leipzig” Susanne Haun. Okręt wszedł do służby 8 października 1931 roku. Budowa kosztowała 38 milionów marek. Dalszym ulepszeniem projektu „Leipziga” był „Nürnberg” – ostatni niemiecki krążownik lekki, zbudowany po kilkuletniej przerwie.

## Opis

### Architektura i konstrukcja kadłuba

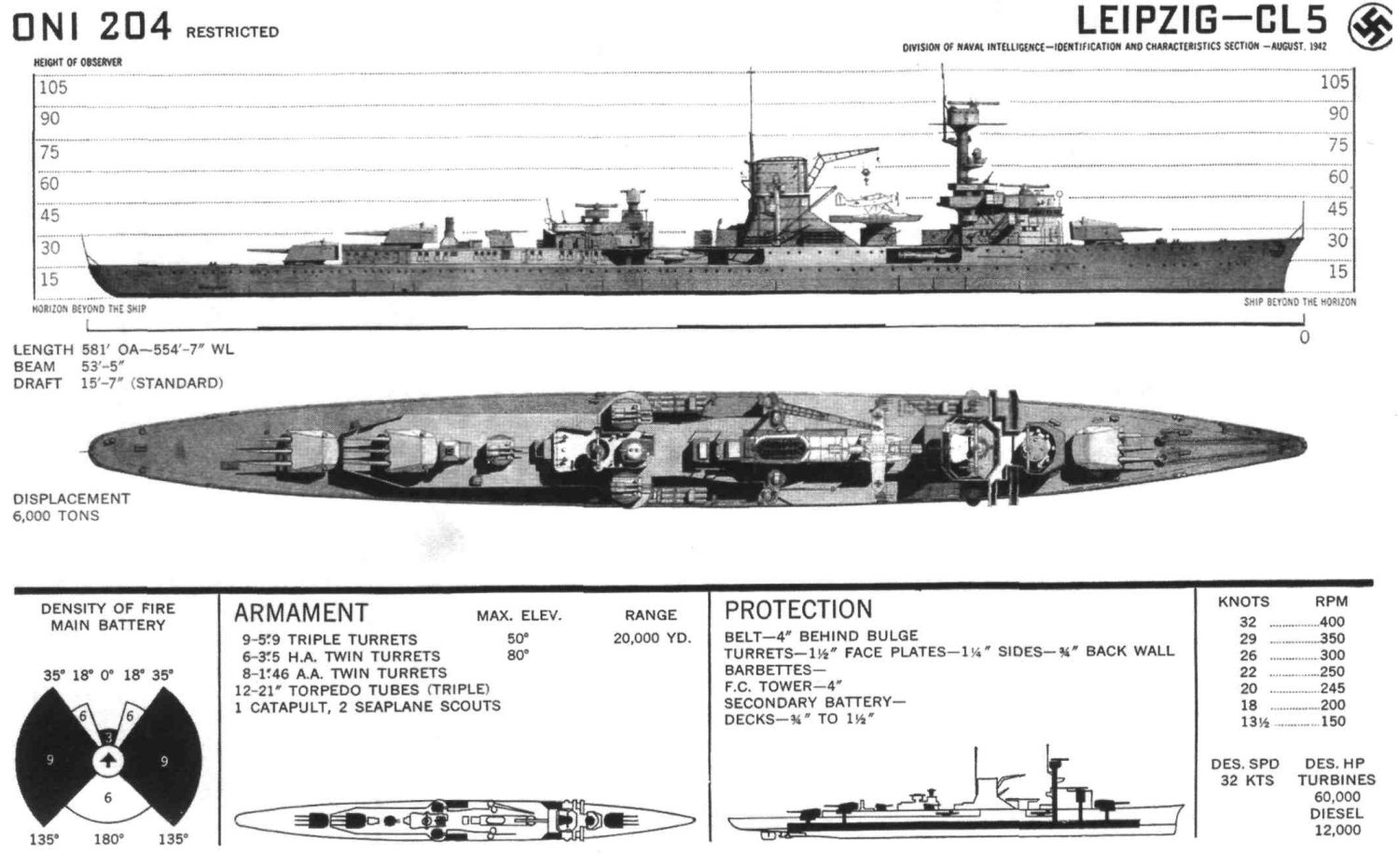
Szkic krążownika „Leipzig” według danych amerykańskiego wywiadu, ze schematem opancerzenia i kątów ostrzału artylerii

„Leipzig” zachował architekturę krążowników poprzedniego typu K, a główną różnicą było zastąpienie dwóch kominów przez jeden szerszy. Podobnie jak poprzedniki, okręt miał nietypowe dla krążowników rozmieszczenie artylerii, z jedną wieżą na pokładzie dziobowym i dwoma na rufie w superpozycji (układ defensywny, optymalizowany dla krążowników pełniących samotnie zadania rajderskie i zwiadowcze, ostrzeliwujących się podczas odwrotu). Skutkowało to charakterystyczną sylwetką z niską nadbudówką przesuniętą w kierunku dziobu, umieszczoną tuż za wieżą. Jedynie zrezygnowano z unikatowego rozsunięcia wież rufowych w kierunku burt, ustawiając je klasycznie – w osi symetrii okrętu. Kadłub miał podniesiony pokład dziobowy, przechodzący na śródokręciu w pokład nadbudówki, na którego końcu na rufie była ustawiona druga wieża. Zmianie uległ kształt rufy, która stała się krążownicza z dużym nawisem zamiast pawężowej, co było korzystniejszym kształtem przy układzie trzyśrubowym. Różnicę też stanowiły zaokrąglone krawędzie pokładu górnego w celu zwiększenia wytrzymałości. Nadbudówka dziobowa była podobna do typu K. Nad jej tylną częścią umieszczony był masywny maszt rurowy z platformami i stanowiskiem kierowania ogniem na szczycie, z niewysoką stengą za nim. Na przełomie 1934/1935 roku dodano maszt na tylnej krawędzi komina, zastępując wcześniejsze wysięgniki dla anten po bokach komina. Kadłub miał długość całkowitą 177,1 m, na linii wodnej 165,8 m, a szerokość 16,3 m. Zanurzenie maksymalne wynosiło 5,69 m, a średnie 4,88 m. Wyporność standardowa wynosiła 6614 ts, konstrukcyjna 7385 t, a pełna 8427 ts (podawane też są inne dane). Przy tym, wyporność standardowa była oficjalnie podawana jako 6000 t z uwagi na ograniczenia traktatu wersalskiego.
Pomimo zbliżonych wymiarów i proporcji, kadłub różnił się istotnie od okrętów typu K rozplanowaniem wewnętrznym przedziałów i opancerzenia oraz rozchyleniem burt na zewnątrz, z zastosowaniem wybrzuszeń na dole, w miejsce burt o niewielkim pochyleniu dośrodkowym. Różnicę stanowiło też zgrubienie u podstawy dziobu. Kadłub dzielił się poprzecznymi grodziami na 16 głównych przedziałów wodoszczelnych i miał podwójne dno na 83% długości (dłuższe, niż w typie K). Wykonany był we wzdłużnym systemie naboru. Odstęp między wręgami wynosił 1500 mm. W konstrukcji w jeszcze większym stopniu wykorzystywano spawanie (do 90%). Podobnie jednak jak u poprzedników, kadłub był stosunkowo lekko skonstruowany z powodu oszczędności wagowych przy chęci skonstruowania silnego okrętu, co negatywnie wpływało na jego wytrzymałość. W odróżnieniu jednak od okrętów typu K, nadbudówki nie były elementem konstrukcyjnym wpływającym na sztywność kadłuba, dzięki czemu nie dochodziło do ich pęknięć. Nowością było zastosowanie systemu niewielkich przedziałów na zewnątrz pasa pancernego pod linią wodną (wybrzuszeń lub bąbli), mieszczących zbiorniki paliwa i wody kotłowej, polepszających stateczność. To rozwiązanie umożliwiło zastosowanie nachylonych burt, co polepszało skuteczność opancerzenia. Zwiększenie szerokości wewnętrznej przedziałów kotłowni skutkowało zaś innym rozmieszczeniem kotłów, dzięki czemu liczba kotłowni zmniejszyła się do trzech, zajmując mniej miejsca na długość. Po obu burtach były stępki przechyłowe oraz aktywne stabilizatory przechyłu, polepszające warunki użycia artylerii. Okręt miał dobre własności morskie, lecz konstrukcja kadłuba okazała się zbyt słaba i podczas działań na Atlantyku przed wojną pojawiały się pęknięcia pokładu, co pociągnęło ograniczenie użycia niemieckich krążowników lekkich od 1938 roku do Morza Północnego i Bałtyckiego oraz opracowanie procedur kolejności opróżniania zbiorników paliwa (w pierwszej kolejności ze skrajnych zbiorników, dla odciążenia końców). Planowano przebudowę kadłuba w celu zwiększenia jego wytrzymałości, polegającą na dodaniu nowego zewnętrznego poszycia burt ze stali pancernej Wh grubości 10–12 mm, ciągnącego się od zewnętrznej krawędzi wybrzuszeń do krawędzi górnego pokładu, lecz zrezygnowano z tego z uwagi na wybuch wojny (prace pierwotnie były zaplanowane na okres od 1 kwietnia 1940 roku do 1 kwietnia 1941 roku w stoczni Howaldtwerke w Kilonii).
Załoga liczyła w chwili wejścia do służby 534 ludzi (w tym 26 oficerów), a w chwili wybuchu wojny 658 ludzi (30 oficerów). Maksymalnie załoga sięgnęła 850 ludzi (24 oficerów).

### Uzbrojenie

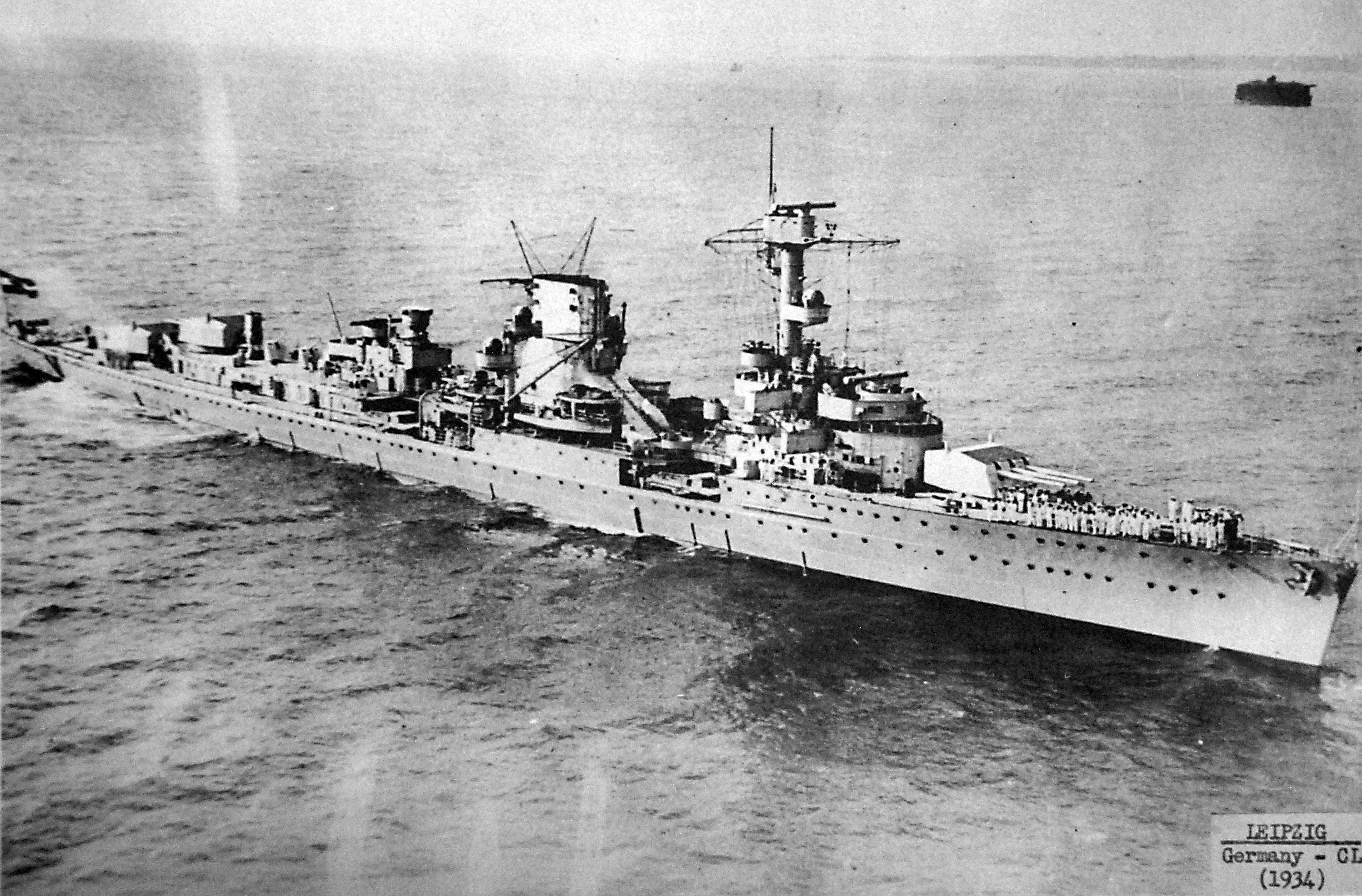
„Leipzig” podczas wizyty w Portsmouth w lipcu 1934 roku, jeszcze z pojedynczymi działami 88 mm i bez katapulty i masztu na kominie

Uzbrojenie główne stanowiło dziewięć dział nominalnego kalibru 15 cm – faktycznie 149,1 mm, w trzech trzydziałowych wieżach. Działa te wyróżniały się dużą długością, wynoszącą 60 kalibrów (L/60) – przy tym parametr ten w marynarce niemieckiej oznaczał długość działa (9080 mm), a nie samej lufy (8570 mm) – zapewniającą pociskom przeciwpancernym wysoką prędkość początkową 960 m/s. Strzelały one pociskami o masie 45,5 kg na odległość do 25 700 m, kąt podniesienia luf wynosił od -10° do +40°, a zapas amunicji 120 na działo (1080 ogółem, zwiększony w toku wojny do 1500). Używano pocisków przeciwpancerno-burzących i burzących. Szybkostrzelność wynosiła 6–8 strzałów na minutę na lufę. Masa wieży wynosiła 137 ton. Wieże były obracane elektrycznie, awaryjnie – ręcznie, a obsadę wieży stanowiło 31 osób. Wieże miały typowe niemieckie oznaczenia, od dziobu: A, B i C, lecz nosiły dodatkowo unikatowe nazwy własne: „Dresden”, „Leipzig” i „Nürnberg”, na cześć krążowników Eskadry Wschodnioazjatyckiej, i miały namalowane herby odpowiednich miast. Podobnie jak poprzedniki typu K, z liczbą dziewięciu dział kalibru typowego dla krążowników lekkich, „Leipzig” dysponował silniejszą salwą burtową od zagranicznych okrętów tej klasy budowanych do połowy lat 30., które miały na ogół osiem dział.
Uzbrojenie przeciwlotnicze średniego kalibru stanowiły początkowo tylko dwa stare działa z I wojny światowej kalibru 88 mm C/13 o długości L/45, umieszczone jedno za drugim między nadbudówką rufową a drugą wieżą. W lutym 1934 roku dodano dalsze dwa takie działa na platformach po bokach nadbudówki rufowej. Ich kąt podniesienia wynosił od -10° do +70° i strzelały one pociskami o masie 9–9,5 kg, osiągając maksymalną donośność w poziomie do 14 100 m, a w pionie do ok. 9150 m. W lutym 1935 roku zastąpiono je przez sześć nowych dział 88 mm C/32 na trzech podwójnych podstawach Dop.LC/32 na śródokręciu (jedna centralnie na nadbudówce i dwie na platformach po bokach). Długość dział wynosiła 6690 mm (L/76), w tym długość lufy 6341 mm. Miały one donośność 19 200 m do celów morskich i 12 400 m do celów powietrznych, kąt podniesienia luf od -10° do +80°, strzelały pociskami o masie 9 kg, a zapas amunicji wynosił 2400 nabojów. Parametry do strzelania przeciwlotniczego wypracowywał centralny przyrząd kierowania ogniem SL-1.

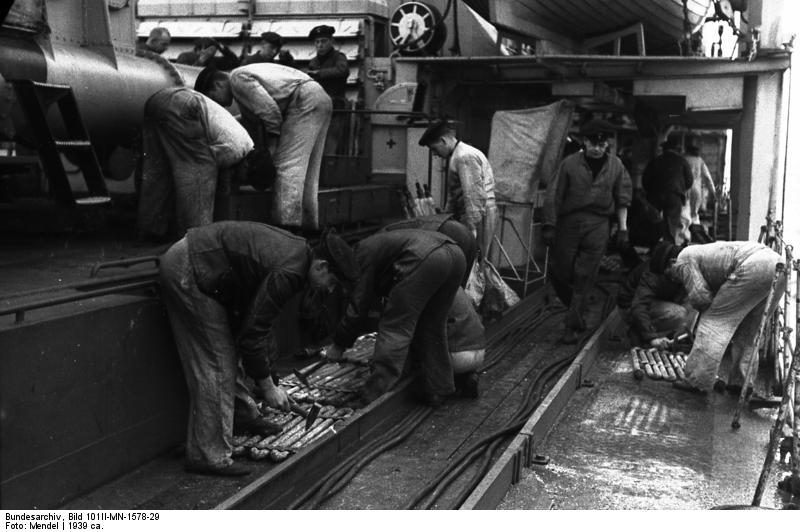
Na pokładzie okrętu – widoczne tory minowe

Lekkie uzbrojenie przeciwlotnicze według projektu składało się z ośmiu półautomatycznych działek 37 mm C/30 w podwójnych stanowiskach C/30 (9600 nabojów) i sześciu do ośmiu pojedynczych działek 20 mm C/30 na podstawach słupkowych, z których jedynie część była zamontowana w czasie pokoju. Zaraz po wejściu do służby okręt nie miał kompletnego uzbrojenia – według M. Cieślaka miał wówczas dwa pojedyncze działka 37 mm C/30 i dwa 20 mm. Docelowe podwójne stanowiska działek 37 mm zainstalowano na początku 1934 roku, po obu stronach komina i pokładówki rufowej. Były one stabilizowane, lecz system ten sprawiał problemy techniczne i nie spełnił pokładanych nadziei w zakresie skuteczności, a z kolei działka automatyczne 20 mm C/30 miały niewielką szybkostrzelność praktyczną. Lekkie uzbrojenie przeciwlotnicze było podczas wojny wzmacniane w niewielkim stopniu, z uwagi na szkolny status okrętu, a szczegóły tego nie są pewne. Według Whitleya, okręt miał początkowo cztery działka 20 mm. Dopiero w pierwszej połowie 1943 roku zamontowano dwa poczwórnie sprzężone działka 20 mm C/38 Flakvierling nad mostkiem i na nadbudówce rufowej, uzupełniane przez osiem pojedynczych działek tego kalibru. Według innych publikacji, pojedynczych działek 20 mm było w tym okresie tylko sześć, lecz nowszego modelu C/38. W 1944 roku zamierzano wzmocnić uzbrojenie przeciwlotnicze do czterech pojedynczych armat 40 mm FlaK 28 Bofors, czterech dotychczasowych działek 37 mm C/30 i ośmiu działek 20 mm w podwójnych stanowiskach LM 44, ale nie zostało to już zrealizowane. Po kolizji zdemontowano część uzbrojenia i pod koniec wojny lekkie uzbrojenie składało się tylko z czterech oryginalnych działek 37 mm C/30 (w dwóch stanowiskach bliższych dziobu) i ośmiu pojedynczych 20 mm (po dwa na dziobie, rufie, platformie na mostku i nadbudówce rufowej).
Podsumowanie lekkiego uzbrojenia przeciwlotniczego:
- 1939: 8 działek 37 mm (4 × II); 4 działka 20 mm (4 × I)
- 1943: 8 działek 37 mm (4 × II); 16 działek 20 mm (2 × IV, 8 × I)
- 1945: 4 działka 37 mm (2 × II); 8 działek 20 mm (8 × I)

Broń podwodną stanowiło 12 wyrzutni torpedowych kalibru 500 mm, w 1934 roku zamienionych na 533 mm, w czterech potrójnych aparatach na burtach. Okręt zabierał 24 torpedy, w tym 12 zapasowych. Dwa rufowe aparaty torpedowe zdemontowano w marcu 1941 roku (zamontowano je na pancerniku „Gneisenau”), a dwa pozostałe – na przełomie 1942/1943 roku. Uniwersalność okrętu zwiększała możliwość zabrania na demontowane tory na pokładzie i postawienia aż 120 min, co nie było częstą cechą wśród krążowników innych państw.

### Opancerzenie

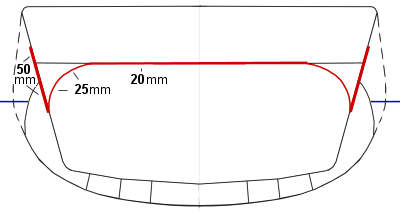
Schemat poprzeczny opancerzenia kadłuba. Przerywaną linią zaznaczone projektowane wzmocnienie burt.

Opancerzenie pionowe było stosunkowo dobre, według charakterystycznego schematu dla krążowników niemieckich od I wojny światowej, który tworzył pas burtowy na linii wodnej obejmujący prawie całą długość okrętu i wewnętrzny pokład pancerny, schodzący skosami do burt i wzmacniający ich ochronę. Pas burtowy wykonany był z niklowej stali Kruppa i miał grubość 50 mm na większości swojej długości, w dziobowej części 18 mm, a w rufowej - 35 mm. W stosunku do krążowników typu K zmieniono jednak znacznie układ opancerzenia, gdyż burtowy pas pancerny był nachylony od pionu na zewnątrz (18°), a pokład pancerny o grubości 20 mm schodził do jego dolnej krawędzi nie skosami, ale łukami o grubości 25 mm. Efektem był konserwatywny układ pancerza chroniącego dolną wewnętrzną część kadłuba w formie przyrównywanej do „skorupy żółwia”, obejmującej około 70% długości linii wodnej.
Wieże artylerii były takie same jak w typie K, opancerzone od czoła pancerzem 30 mm, a po bokach, z tyłu i od góry 20 mm (niektóre publikacje podają błędnie grubość pancerza z przodu 80 mm, jak w krążowniku „Nürnberg”). Opancerzone były również barbety wież, pancerzem o grubości 30 mm. Wieża dowodzenia w nadbudówce miała grubość ścian 100 mm i dachu oraz podłogi 30–50 mm, a szyb komunikacyjny pod nią do centrali wewnątrz okrętu miał ściany o grubości 50 mm. Ponadto lekko opancerzone było stanowisko kierowania ogniem na maszcie (20 mm ściany, 15 mm pancerz poziomy), przedni dalmierz (20 mm) i stanowisko kierowania ogniem przeciwlotniczym SL-1 (14 mm). Lekko opancerzone były też wieże dział 88 mm (12 mm z przodu i 10 mm po bokach). Pancerz w konstrukcji okrętu, bez pancerza wież, miał masę 774 t, a pancerz każdej z wież ważył po 24,8 t.

### Napęd
Okręt miał kombinowaną siłownię turbinowo-dieslowską, napędzającą trzy śruby. Jej konfiguracja była inna, niż na krążownikach typu K. Zasadniczy napęd stanowiły dwie turbiny parowe produkcji zakładów Krupp Germania w Kilonii, z przekładniami redukcyjnymi, o projektowej mocy łącznej 60 000 KM. Każdy zespół składał się z turbiny wysokiego ciśnienia, turbiny niskiego ciśnienia i dwustopniowego koła Curtisa, a turbina biegu wstecznego miała dwustopniowe koło Curtisa i cztery stopnie. Turbiny umieszczone były w dwóch osobnych przedziałach za kotłowniami, rozdzielonych przedziałem przekładni, co było nowością w stosunku do okrętów typu K. Nietypowym rozwiązaniem było, że lewa turbina z tylnej maszynowni przenosiła napęd na przekładnię znajdującą się przed nią, która następnie napędzała śrubę wałem przechodzącym pod turbiną, natomiast prawa turbina z przedniej maszynowni miała przekładnię umieszczoną klasycznie za nią. Przekładnie o współczynniku redukcji 1:7,95 napędzały wały skrajnych śrub. Turbiny zasilane były w parę przez sześć kotłów parowych Marynarki, o niewysokim ciśnieniu roboczym 16 atmosfer, rozmieszczonych parami obok siebie w trzech kotłowniach, w sąsiadujących przedziałach VIII–X. Łączna powierzchnia grzewcza kotłów wynosiła 3980 m² (istnieją rozbieżności w źródłach). Podczas prób okręt rozwinął większą moc turbin 65 585 KM, lecz prędkość maksymalną 31,9 węzła, niższą od projektowej 32 węzły.
Środkową śrubę napędzały cztery sprzężone nawrotne 7-cylindrowe dwusuwowe silniki wysokoprężne MAN M7 Zu 30/44 o mocy po 3100 KM przy 600 obr./min (łączna moc 12 400 KM). Silniki ze wspólną przekładnią Vulcan były umieszczone w przedziale IV, za maszynowniami, i miały wylot spalin w niewielkim kominku przed wieżą B. Prędkość marszowa na samych silnikach wynosiła 16,5 węzła i była znacząco wyższa, niż w okrętach typu K. Przy pracy samych silników, zewnętrzne wały były rozłączane i obracane z małą prędkością przez generatory elektryczne dla zmniejszenia oporów stawianych przez śruby. Okręt mógł płynąć także pod samymi turbinami lub z całym pracującym zespołem napędowym. Dzięki takiemu układowi siłowni nie były potrzebne turbiny marszowe, a silniki zapewniały większą ekonomiczność. Początkowo kombinowana siłownia sprawiała jednak problemy eksploatacyjne, rozwiązane przed wybuchem wojny.
Trójłopatowe śruby zewnętrzne miały średnicę 425 cm, a wewnętrzna 300 cm. Pierwotnie środkowy wał miał śrubę o zmiennym skoku, której łopaty można było ustawiać w celu wywoływania najmniejszego oporu, lecz według S. Breyera nie sprawdziła się i zastąpiono ją następnie przez śrubę o stałym skoku. Zapas paliwa wynosił 1235 m³ mazutu do kotłów i 348 m³ oleju napędowego. Zasięg pływania wynosił 3780 mil morskich przy prędkości 15 węzłów i 2200 mil morskich przy 27 węzłach.
Okręt miał ponadto dwa małe kotły wodnorurkowe do zasilania urządzeń pomocniczych, umieszczone w nadbudówce na pokładzie górnym za kominem. Energię elektryczną o napięciu 220 V prądu stałego zapewniały turbogeneratory i generatory spalinowe wysokoprężne, jednakże publikacje podają rozbieżne szczegóły i łączne moce od 720 przez 860 do 1040 kW. Turbogeneratory znajdowały się w przedziale IV (silników) na rufie, w osobnych pomieszczeniach, a generatory spalinowe w przedziale XII w części dziobowej.

### Wyposażenie
Okręt miał trzy główne dalmierze dla artylerii o bazie 6 m: jeden na dachu pomostu bojowego nadbudówki dziobowej, drugi nad opancerzonym stanowiskiem kierowania ogniem na maszcie, a trzeci na nadbudówce rufowej. Działa przeciwlotnicze 88 mm posiadały centralne stabilizowane stanowisko kierowania ogniem SL-1 z dalmierzem 3-metrowym, które zainstalowano na śródokręciu w grudniu 1932 roku („Leipzig” otrzymał je jako pierwszy okręt). Dwa dalsze dalmierze 3-metrowe były umieszczone na platformach po bokach masztu rurowego i mogły służyć dla lekkiego uzbrojenia przeciwlotniczego lub torpedowego. Ponadto dostępne były przenośne dalmierze metrowe dla lekkich działek przeciwlotniczych. Okręt miał ponadto hydrolokator pasywny GHG (Gruppenhorchgerät) do wykrywania okrętów podwodnych, w formie dwóch linii hydrofonów po obu burtach, oraz hydrolokator nawigacyjny NHG (Navigationhorchgerät).

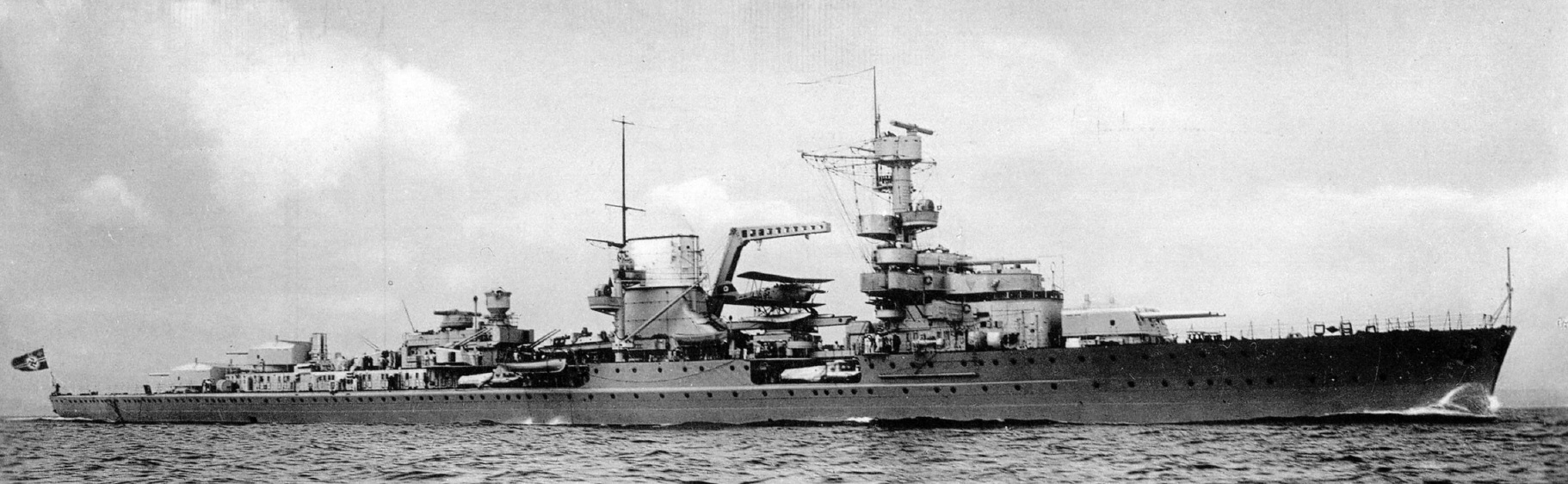
„Leipzig” w 1937 roku (widoczny pierwszy typ dźwigu i wodnosamolot He 60C)

Zaletą było wyposażenie okrętu w katapultę dla wodnosamolotów zwiadowczych, która po raz pierwszy na niemieckich krążownikach była na nim przewidziana od początku w projekcie, lecz na początku służby okrętu nie była zamontowana na pokładzie z uwagi na ograniczenia traktatu wersalskiego. Katapultę zainstalowano dopiero w grudniu 1934 roku (publikacje podają też daty 1935-1936). Zastosowano 14-metrową obrotową katapultę na sprężone powietrze Fl-22 firmy Deutsche Werke z Kilonii oraz masywny dźwig do podnoszenia wodnosamolotów na lewej burcie. W marcu 1939 roku wymieniono masywny dźwig blachownicowy z poziomym ramieniem z charakterystycznymi okrągłymi otworami na kratownicowy. Można było zabrać do dwóch wodnosamolotów, które jednak nie były chronione przed wpływami atmosferycznymi i wodą z powodu braku hangaru (drugi samolot musiał być tymczasowo parkowany za kominem). Stosowano początkowo wodnosamoloty Heinkel He 60C, a od drugiej połowy 1939 roku nowocześniejsze Arado Ar 196. Testowano też w 1936 roku amerykański Vought V-85G Corsair. Katapultę zdemontowano podczas naprawy uszkodzeń między marcem a listopadem 1940 roku, mimo to ponownie ją zamontowano w sierpniu 1942 roku do działań na Bałtyku i ostatecznie zdemontowano na przełomie 1942/1943 roku.
„Leipzig” był początkowo wyposażony w pięć reflektorów o średnicy 110 cm do walki nocnej: cztery na osobnych słupowych podestach po bokach komina i jeden na platformie z przodu masztu rurowego. W 1941 roku dwa reflektory po bokach komina zostały zdemontowane jako zbędne. Latem 1943 roku okręt otrzymał natomiast w miejsce reflektora na platformie z przodu masztu radar FuMO-25 z dużą obrotową anteną materacową. Według innych publikacji, radar zamontowano dopiero w lipcu 1944 roku. Razem z radarem zainstalowano stacje walki radioelektronicznej – wykrywania promieniowania radarowego FuMB 4 Sumatra (dwie po bokach stanowiska kierowania ogniem) i FuMB 6 Palau (z anteną ramową nad radarem). W skład wyposażenia od początku wchodziły radiostacje długofalowe i krótkofalowe firmy Telefunken.
Okręt miał dziewięć łodzi różnych rozmiarów, w tym cztery duże łodzie motorowe, przenoszonych głównie wokół komina. Do ich obsługi służył dźwig lotniczy na lewej burcie i 10-metrowy bom na prawej burcie, a dwie łodzie wiosłowe były spuszczane za pomocą żurawików. Krążownik miał trzy kotwice dziobowe o masie 4 t (dwie na lewej i jedną na prawej burcie) oraz lżejszą kotwicę rufową. Między marcem a listopadem 1940 roku zainstalowano na nim kable demagnetyzacyjne.

## Służba

### Przed wojną

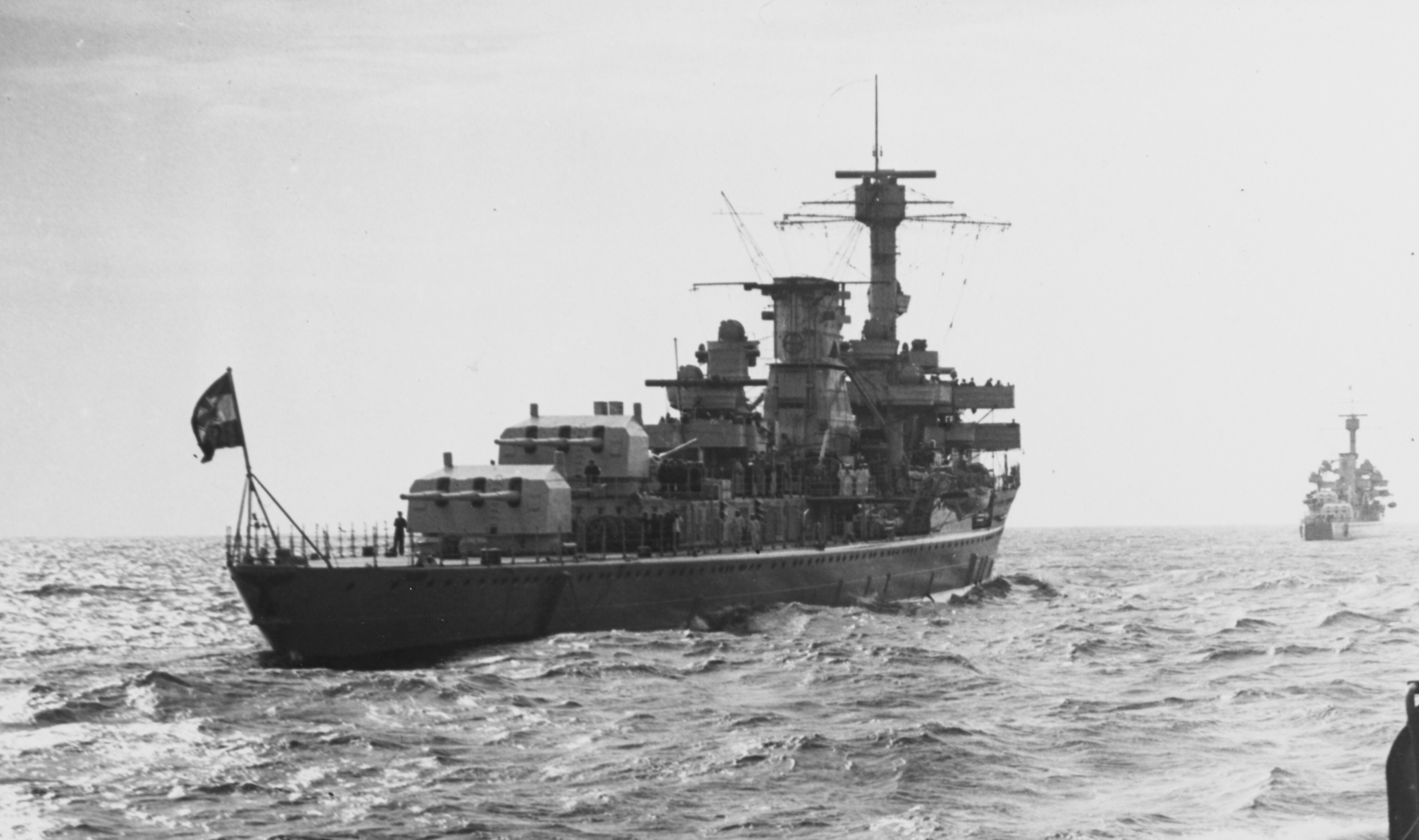
„Leipzig” od rufy, 1934 rok

Jesienią 1931 i przez cały 1932 rok miały miejsce próby i poprawki okrętu, który kilka razy był dokowany, oraz ćwiczenia załogi. W dniach 3-5 września 1932 roku na okręcie gościł nadburmistrz Lipska Carl Friedrich Goerdeler. Następnie, od 6 do 22 września „Leipzig” wziął udział po raz pierwszy w jesiennych manewrach floty, w których od 18 września był na nim zaokrętowany dowódca marynarki adm. Erich Raeder ze sztabem. Między 21 lutego a 15 marca 1933 roku udał się w pierwszy dalszy rejs na Atlantyk, odwiedzając Funchal na Maderze i Wyspy Kanaryjskie. Pełnił następnie służbę i uczestniczył w ćwiczeniach na Bałtyku i Morzu Północnym oraz wizytach w położonych tam portach. 22 maja 1933 roku na krążowniku gościł kanclerz Adolf Hitler i inni dostojnicy, w tym Hermann Göring, obserwując nocne ćwiczenia artyleryjskie. W lecie okręt złożył wizytę w Hanko w Finlandii i Aarhus w Danii, gdzie 7 lipca odwiedził go król Chrystian X. W lipcu okręt też spotkał się z eskadrą angielską odwiedzającą Bałtyk, z krążownikiem „Cairo” na czele. 12 lutego 1934 roku ukończono dwumiesięczny remont w Wilhelmshaven, podczas którego uzupełniono uzbrojenie przeciwlotnicze i wymieniono wyrzutnie torped. 26 kwietnia 1934 roku okręt złożył wizytę w Kristiansand w Norwegii, a w dniach 11-15 lipca 1934 roku razem z krążownikiem „Königsberg” wziął udział w pierwszej wizycie okrętów niemieckich w Wielkiej Brytanii po I wojnie światowej, w bazie Portsmouth. Zimą 1934/1935 roku zainstalowano na okręcie katapultę i dźwig lotniczy oraz docelowe działa przeciwlotnicze 88 mm w podwójnych stanowiskach. 7 listopada 1935 roku podniesiono na nim nową banderę Kriegsmarine. Między 15 kwietnia a 8 maja 1936 roku popłynął z krążownikami „Köln” i „Nürnberg” na ćwiczenia na zachodnim Atlantyku w rejonie Madery, odwiedzając 23 kwietnia Las Palmas i 29 kwietnia Lagos w Portugalii. W dniach 25-28 czerwca odwiedził Wolne Miasto Gdańsk, entuzjastycznie witany przez mieszkańców. Na wodach polskich witał go wówczas torpedowiec „Mazur”.
Między sierpniem 1936 roku a czerwcem 1937 roku „Leipzig” trzykrotnie pełnił służbę patrolową na wodach ogarniętej wojną domową Hiszpanii w ramach Komitetu Nieinterwencji (w rzeczywistości wspomagając blokadę Republiki). Pierwszy raz udał się tam 20 sierpnia 1936 roku, przejmując 23 sierpnia służbę od krążownika „Köln”. Pełnił ją na wodach północnej Hiszpanii od Portugalete do La Coruña do 8 października, zamieniony ponownie przez „Köln”. W trakcie swojej tury okręt między innymi zabierał z portów uchodźców wojennych. Po remoncie w Wilhelmshaven na przełomie roku, 9 marca 1937 roku ponownie wypłynął do Hiszpanii. 11 marca podczas sztormu na Zatoce Biskajskiej okręt doznał niewielkich uszkodzeń, w tym rys na pokładzie, usuniętych siłami załogi. 12 marca „Leipzig” przejął obowiązki w Ferrolu od „Kölna” i ponownie patrolował na północy Hiszpanii, po czym 25 marca przeszedł do Algeciras i dalej patrolował na Morzu Śródziemnym na odcinku do Walencji, odwiedzając też Melillę i Algier. 15 maja został zamieniony przez okręt pancerny „Admiral Scheer” i 19 maja powrócił do Kilonii. Po przeglądzie mechanizmów, już 1 czerwca wypłynął na trzeci patrol, docierając 5 czerwca do Algeciras. Ponownie patrolował na Morzu Śródziemnym, zachodząc też do Kadyksu i Tangeru. 15 czerwca 1937 roku „Leipzig” był prawdopodobnie celem nieudanego ataku torpedowego niezidentyfikowanego okrętu podwodnego koło przylądka Tres Forcas – operator szumonamiernika o 9.25 meldował odgłos zbliżającej się torpedy. Niemcy uznały, że ataku dokonał hiszpański okręt podwodny i domagały się od Francji i Wielkiej Brytanii wspólnej demonstracji zbrojnej w proteście, lecz zostało to odrzucone. Ponownie meldowano o ataku torpedowym 18 czerwca o 15.37. Oględziny wykonane później przez nurka wykazały niewielkie wgłębienie na lewej burcie, mogące być śladem po uderzeniu torpedy pod ostrym kątem bez wybuchu. Krążownik zakończył działania na wodach hiszpańskich powrotem do Kilonii 29 czerwca, gdzie został dokowany.
19-23 listopada 1937 roku „Leipzig” złożył wizytę w Tallinnie. 23 marca 1939 roku okręt brał udział w zagarnięciu Okręgu Kłajpedy. Między 18 kwietnia a 17 maja „Leipzig” w składzie zespołu z okrętem pancernym „Admiral Graf Spee”, „Kölnem” i niszczycielami udał się na rejs ćwiczebny na Atlantyk, zachodząc też do Tangeru. Resztę roku 1939 do lata załoga spędziła na intensywnym szkoleniu. Planowano na 1 kwietnia 1940 roku rozpoczęcie trwającej do 1 kwietnia kolejnego roku przebudowy okrętu w stoczni Howaldwerke w Kilonii, polegającej na wzmocnieniu i poszerzeniu kadłuba, lecz odstąpiono od tych planów z powodu wybuchu wojny.

### II wojna światowa

#### 1939: Morze Północne

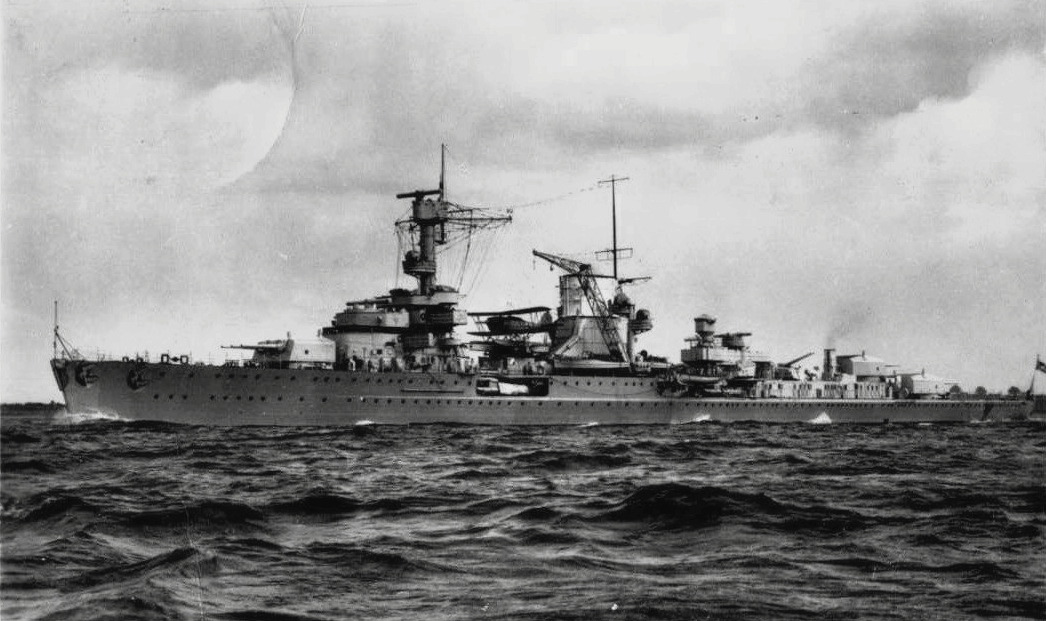
„Leipzig” na początku 1939 roku, nadal z wodnosamolotem He 60C

Podobnie jak inne niemieckie krążowniki lekkie, „Leipzig” był mało intensywnie używany bojowo podczas II wojny światowej, nie miał on również starć z żadnymi większymi okrętami przeciwnika. Był przewidziany do blokady polskiego wybrzeża, lecz w związku z ewakuacją polskich niszczycieli do Wielkiej Brytanii, został wraz z innymi krążownikami 1 września 1939 roku przebazowany z Bałtyku na Morze Północne. Pierwszą operacją bojową okrętu było stawianie obronnych zagród minowych w ramach operacji Westwall, operując z Wilhelmshaven. „Leipzig” uczestniczył w stawianiu min wraz z innymi okrętami w nocy 3, 4/5 i 6/7 września. 4 września uczestniczył też w odpieraniu nalotu brytyjskich bombowców na Wilhelmshaven. Jeszcze raz w nocy 19/20 września postawił z torpedowcami „Seeadler” i „Wolf” zagrodę Martha-4, po czym powrócił do Kilonii i na Bałtyk. 7 listopada przy śluzie w Holtenau na Kanale Kilońskim „Leipzig” miał kolizję ze szkolnym okrętem artyleryjskim „Bremse”, który uderzył go dziobem w rufę, lecz niewielkie uszkodzenia rufy zostały naprawione w stocznie Deutsche Werke ciągu tygodnia. W nocy 17/18 i 18/19 listopada „Leipzig” osłaniał na Morzu Północnym niszczyciele powracające z operacji stawiania zaczepnej zagrody minowej u wybrzeży Wielkiej Brytanii. W dniach 21–23 i 24–25 listopada „Leipzig” dwukrotnie brał udział w wypadach na Skagerrak z ciężkimi okrętami, lecz bez starć z przeciwnikiem.
12 grudnia 1939 roku „Leipzig” wyszedł wraz z krążownikami „Köln” i „Nürnberg” (flagowy) na Dogger Bank, w celu osłony niszczycieli powracających z kolejnej operacji minowania u ujścia rzeki Tyne. Podczas tego wypadu, 13 grudnia przed południem, przed dołączeniem niszczycieli, „Leipzig” i „Nürnberg” zostały storpedowane przez brytyjski okręt podwodny HMS „Salmon”. „Leipzig” otrzymał trafienie o godzinie 11:25 jedną torpedą w lewą burtę na śródokręciu, między kotłowniami nr 1 i 2, które uległy zalaniu. Krążownik nabrał około 1700 ton wody do wnętrza i zginęło 14 ludzi. Okręt zachował jednak pływalność i pomimo utraty napędu głównego zdołał powrócić do bazy na silnikach Diesla, rozwijając prędkość do 15 węzłów. W czasie powrotu 14 grudnia o 11:31, „Leipzig” z eskortą stał się koło Helgolandu celem ataku jeszcze jednego brytyjskiego okrętu podwodnego HMS „Ursula”, lecz torpeda przeszła przed płynącym powoli krążownikiem, natomiast zatopiony został eskortowiec F 9.

#### 1940–1943: atak na ZSRR i służba szkolna na Bałtyku
Po prawie rocznym remoncie „Leipzig” powrócił do służby 1 grudnia 1940 roku, lecz już z przeznaczeniem do pełnienia funkcji okrętu szkolnego artylerii i broni podwodnej. W trakcie remontu usunięto cztery zniszczone kotły, urządzając w byłej kotłowni pomieszczenia dla kadetów, przez co jego prędkość maksymalna spadła do 24 węzłów. Od połowy lutego 1941 roku „Leipzig” bazował na Bałtyku i wchodził w skład eskadry szkolnej. Od 12 czerwca do 7 lipca 1941 roku operował na wodach Oslofiordu, bazując w Oslo i Horten (w tym okresie okręt pomalowany był w kontrastowy kamuflaż belkowy). „Leipzig” powrócił jedynie na krótko do służby bojowej po ataku na ZSRR, gdy we wrześniu 1941 roku wszedł we wraz z krążownikiem „Emden” w skład południowej grupy Floty Bałtyckiej (Baltenflotte), utworzonej w celu przeciwdziałania ewentualnym próbom przedarcia się okrętów floty radzieckiej z Zatoki Fińskiej. 23 września oba krążowniki opuściły Świnoujście i skierowały się na wschodni Bałtyk, po czym 26 i 27 września ostrzeliwały pozycje lądowe na półwyspie Sworbe na wyspie Sarema nad Zatoką Ryską. „Leipzig” wystrzelił pierwszego dnia 327 pocisków i używał też w akcji swojego wodnosamolotu. 27 września po 9 rano okręty odparły atak czterech radzieckich kutrów torpedowych kapitana marynarki Gumanienki, niszcząc jeden (numer 24, wcześniejszy TKA-83, typu G-5), a następnie kontynuowały bombardowanie. „Leipzig” wystrzelił do kutrów torpedowych 153 pociski głównego kalibru i 320 pocisków do celów brzegowych. Po południu, gdy niemiecki zespół powracał do Libawy, „Leipzig” był atakowany koło Windawy przez radziecki okręt podwodny, lecz wymanewrował torpedę (przyjmuje się na ogół, że atakującym okrętem był Szcz-317, lecz według niektórych autorów bardziej prawdopodobnym jest Szcz-319). 29 września „Leipzig” przepłynął do Kilonii, gdzie był dokowany do 20 października 1941 roku.
Po krótkim epizodzie bojowym, okręt przez kolejny rok pełnił rutynową służbę szkolną na Bałtyku. W kwietniu – maju 1942 roku wymieniono mu w Szczecinie na nowe lufy dział artylerii głównej. W październiku 1942 roku remontowano go w Kilonii, a w styczniu – lutym 1943 roku dokowano i remontowano w Libawie. Mimo remontu, 4 marca 1943 roku „Leipzig” został wycofany w Libawie ze służby, z uwagi na niską wartość, w ramach planu wycofywania niemieckich ciężkich okrętów nawodnych po „bitwie noworocznej” zgodnie z rozkazem Hitlera. Potrzeby szkoleniowe jednak spowodowały przywrócenie go już 1 sierpnia 1943 roku do służby. Otrzymał w tym czasie radar. Zadania szkoleniowe podjął na nowo we wrześniu, bazując głównie w Gotenhafen (niemiecka nazwa Gdyni pod okupacją).

#### 1944–1946: końcowe działania wojny i dalsze losy
W 1944 roku „Leipzig” kontynuował służbę szkolną i dopiero w październiku tego roku zdecydowano użyć go do stawiania obronnych zagród minowych w cieśninach duńskich, razem z innymi okrętami. 15 października jednak, wychodząc w nocy i mgle z Gdyni do Świnoujścia, aby pobrać miny, miał w rejonie Helu kolizję z powracającym do Gdyni ciężkim krążownikiem „Prinz Eugen”. „Prinz Eugen” praktycznie staranował „Leipziga”, uderzając go dziobem w lewą burtę między nadbudówką a kominem. Zniszczona i zalana została jedyna czynna kotłownia dziobowa oraz dawna kotłownia nr 2, a okręt nabrał ok. 1600 ton wody. 19 członków załogi zginęło lub zaginęło i 31 odniosło rany (podawane też są inne dane). Oba okręty udało się rozdzielić z pomocą holowników ratowniczych dopiero po południu następnego dnia, po czym odholowano „Leipzig” do Gdyni. Dziura w jego burcie miała około 10 × 10 metrów. W panującej sytuacji militarnej, wobec zmniejszających się potrzeb posiadania dużych okrętów, prace remontowe prowadzono powoli i w ograniczonym zakresie. 16 listopada krążownik został skreślony z listy bojowych jednostek floty i zakwalifikowany jako hulk szkolny. 31 grudnia okręt opuścił dok pływający, pozostając nadal w Gdyni.

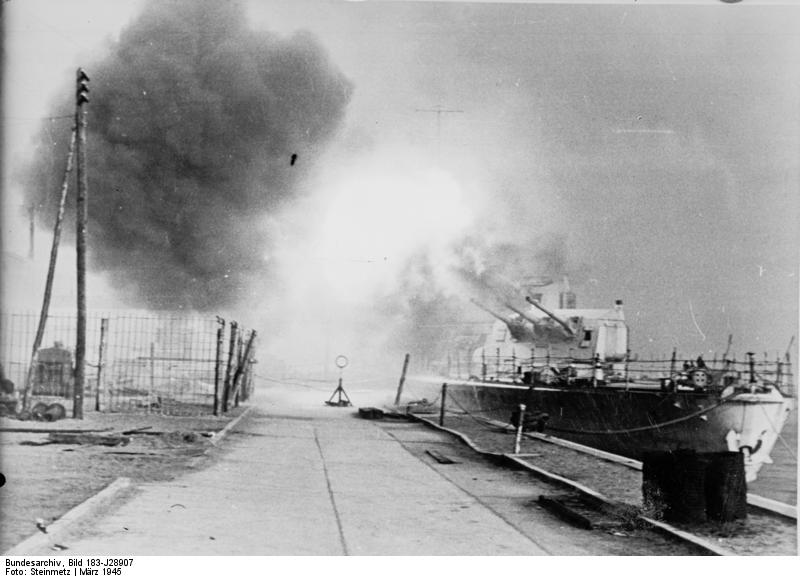
„Leipzig” jako pływająca bateria w Gdyni w marcu 1945 roku

16 lutego 1945 roku przeprowadzono próby artylerii, strzelając do wraku na Zatoce Gdańskiej. „Leipzig” służył następnie jako pływająca bateria artylerii zaktowiczona w porcie, ostrzeliwując od 10 do 24 marca 1945 roku podchodzące pod Gdynię i Sopot wojska radzieckie. Od 20 marca kotwiczył na redzie Gdyni, a od 22 marca koło Helu. Wystrzelił ogółem 1041 pocisków głównego kalibru, ze wszystkich wież. 25 marca „Leipzig” wyszedł z Helu na silnikach Diesla, mając ok. 500 uchodźców i rannych na pokładzie, w składzie małego konwoju. 26 marca atakowany był po drodze nieskutecznie przez radzieckie okręty podwodne i lotnictwo morskie, przy czym zestrzelił dwa z atakujących samolotów A-20 Boston. 29 marca krążownik dotarł do Apenrade na północ od Flensburga, gdzie pozostał do końca wojny. 7 maja okręt skapitulował.
Po kapitulacji okręt 30 czerwca przeszedł przez Kanał Kiloński do Wilhelmshaven. 20 grudnia został wycofany ze służby, potem używany jako hulk mieszkalny dla załóg kutrów trałowych 14. Flotylli Trałowej. Na podstawie ustaleń międzyalianckich po konferencji poczdamskiej, krążownik przypadł Wielkiej Brytanii, która zdecydowała go zatopić. Kadłub wyholowano 6 lipca i zatopiono ładunkami wybuchowymi na pełnym morzu na południowy zachód od Farsundu (płd. Norwegia) 11 lipca 1946 roku. Według innych źródeł został natomiast wyholowany 9 lipca i zatopiony 20 lipca. W starszych źródłach spotykana jest też data 16 grudnia 1946 roku. Okręt zatopiono w rejonie pozycji 57°52′N 6°15′E/57,866667 6,250000 lub według innych źródeł 57°53′N 6°13′E/57,883333 6,216667. Publikacje podają na ogół, że zatopiono go z zapasami niemieckich gazów bojowych i amunicji chemicznej na pokładzie, aczkolwiek niemiecki badacz S. Breyer uznaje to za mało prawdopodobne; zaprzecza też temu M. Cieślak w monografii okrętu.

### Dowódcy
Dowódcy okrętu:
| Stopień, nazwisko              | początek            | koniec           |
| KzS Hans Herbert Stobwasser    | 8 października 1931 | wrzesień 1933    |
| KzS Otto Hormel                | październik 1933    | wrzesień 1935    |
| KzS Otto Schenk                | wrzesień 1935       | październik 1937 |
| KzS Werner Löwisch             | październik 1937    | kwiecień 1939    |
| KzS Heinz Nordman              | kwiecień 1939       | luty 1940        |
| KzS Werner Stichling           | 1 grudnia 1940      | sierpień 1942    |
| KzS Friedrich Traugott Schmidt | sierpień 1942       | wrzesień 1942    |
| KzS Waldemar Winther           | wrzesień 1942       | luty 1943        |
| FK Joachim Asmus (p.o.)        | luty 1943           | marzec 1943      |
| KzS Walter Hülsemann           | sierpień 1943       | sierpień 1944    |
| KzS Heinrich Spörel            | sierpień 1944       | listopad 1944    |
| KK Hagen Küster (p.o.)         | listopad 1944       | grudzień 1944    |
| KK Joachim Hinckeldeyn (p.o.)  | styczeń 1945        | styczeń 1945     |
| KK Walter Bach                 | styczeń 1945        | grudzień 1945    |

KzS – Kapitän zur See – komandor, FK – Fregattenkapitän – komandor porucznik, KK – Korvettenkapitän – komandor podporucznik